# 下之保村
下之保村（しものほむら）は、かつて岐阜県武儀郡にあった村である。
合併で武儀村（1971年に町制施行し、武儀町）となり、現在は関市の一部である。
津保谷（津保川およびその支流沿いの谷）の村であり、津保谷の最下流に位置する。

## 歴史
- 江戸時代末期、この地域は尾張藩領であった。
- 明治時代初期、大門村、町村、西洞村、殿村、轡野村、上野村、多羅木村が合併し、下之保村となる。
- 1889年（明治22年）7月1日 - 町村制により武儀郡下之保村が村制施行。
- 1955年（昭和30年）4月1日 - 中之保村、富之保村、下之保村が合併し武儀村となる

## 教育
- 下之保村立下之保小学校 （2003年に武儀町立武儀西小学校に改称。2021年に統合により関市立武儀小学校）
- 下之保立下之保中学校 （1968年に富之保中学校、中之保中学校と統合し、武儀中学校。2016年統合により関市立津保川中学校）

## 神社・仏閣
- 乳岩神社
- 南宮神社
- 日龍峰寺
- 南陽寺

## その他
1989年、「平成」改元に際し、武儀町内の小字に「平成（へなり）」がある事が判明して注目を浴びたが、この小字は、旧・下之保村の地名である。地名としては、安土桃山時代の太閤検地で「へなり」という記述があり、江戸時代には「平成」の文字があてられている。